# 滨海刺芹
滨海刺芹（学名：Eryngium maritimum）又名海冬青，是伞形科刺芹属的一种多年生植物，原产于欧洲海岸地区。
滨海刺芹主要生长于海滨沙地，植株高20至60厘米。其蓝色花朵密生成一个半球状花头，叶子则与冬青相似，呈浅绿色。
在伊丽莎白一世时期的英格兰，滨海刺芹被认为是一种春药。莎士比亚喜剧《温莎的风流妇人》中法斯塔夫有一段台词就提到了滨海刺芹：
|                                                         | Let the sky rain potatoes; let it thunder to the tune of Green-sleeves, hail kissing-comfits, and snow eringoes; let there come a tempest of provocation, I will shelter me here. 让天上落红薯吧； 配着“绿袖”的腔调打雷吧； 从天上降小糖球，落海冬青吧； 诱惑尽管像暴风雨一般的袭来，我要在这里躲藏一下。 |
| ——莎士比亚 ，《温莎的风流妇人》第五幕第五景（梁实秋译） | |

小行星199194的名称“Calcatreppola”即来自于滨海刺芹（滨海刺芹又名）。